# Nabopolasar
Nabopolasar (en acadio: ; Nabu-apla-us-ur o Nabu-apla-utsur) (658 a. C. - 15 de agosto de 605 a. C.)  fue un rey caldeo de Babilonia, fundador del Imperio neobabilónico y artífice de la caída del Imperio asirio. Su reinado comenzó el 23 de noviembre de 626 a. C. y falleció el 15 de agosto de 605 a. C.

## Guerras contra Asiria
No obstante sus oscuros orígenes (en una de sus inscripciones, conocida como el «Cilindro de Nabopolasar», se llama a sí mismo «hijo de nadie»), Nabopolasar habría sido un jefe caldeo de cierto relieve en los años previos a su llegada al trono. Asurbanipal, rey de Asiria, murió hacia 627 a. C., al mismo tiempo que Kandalanu, su «rey marioneta» de Babilonia.
El vacío de poder fue ocupado rápidamente por Nabopolasar, quien, luego de exitosas campañas contra las posiciones asirias en ciudades como Nippur o Uruk, fue coronado rey de Babilonia en el 626 a. C. A pesar de ello, se cree que Assur-etil-ilani y Sin-shar-ishkun, sucesivos reyes de Asiria, mantuvieron por un tiempo en su poder buena parte de Babilonia.
En este primer período la guerra se desarrolló en el territorio de Babilonia, lo que llevó a la destrucción de templos y el saqueo de ciudades. Después del 623 a. C. las crónicas nos presentan una laguna de siete años, pero en el 616 a. C. se ve a Nabopolasar mucho más afianzado y adoptando una posición ofensiva. El ejército babilonio sometió varias ciudades del Éufrates medio, alcanzando Suhu e Hindanu (al sur de Harrán), y regresando con un lucrativo botín. En el año 615 a. C., Nabopolasar remontó el curso del Tigris hasta sitiar Assur, pero fue rechazado.
Por entonces los asirios ya eran apoyados por las fuerzas egipcias de Psamético I, el cual era independiente de Asiria desde el 654 a. C.
En su año de ascensión (626 a. C.), Nabopolasar había devuelto estatuas divinas a la ciudad elamita de Susa, tratando de ganarse el favor de Elam, tradicional aliado de los líderes caldeos. Elam se encontraba por entonces en plena decadencia, pero su rol sería ocupado por los emergentes medos (llamados umman-manda en las Crónicas de Babilonia). Tras repetidos ataques sobre Asiria, la ciudad de Asur cayó en manos de los medos en el 614 a. C. Nabopolasar llegó a Assur unos días más tarde, pactando allí mismo una alianza con el rey medo Ciáxares, la cual fue, según informes tardíos (Beroso), confirmada por el matrimonio de Nabucodonosor, heredero de Babilonia, con una princesa meda. En el 612 a. C. los medos y los babilonios atacaron la ciudad de Nínive, devastando y saqueando la gran capital asiria. Sin-shar-ishkun, el rey asirio, pudo haber perecido durante la destrucción de Nínive.
Con el apoyo egipcio, un nuevo rey, Assur-uballit II, formó un último foco de resistencia en Harrán, ciudad que cayó en el año 609 a. C. En los años siguientes las campañas de Nabopolasar se concentraron en las fronteras de Urartu, donde se especula que se habría refugiado Assur-uballit. Durante los futuros encuentros con los egipcios en el Alto Éufrates, el ejército de Babilonia fue comandado por Nabucodonosor. Nabopolasar, enfermo y probablemente a una edad avanzada, murió en Babilonia el 15 o 16 de agosto de 605 a. C.
Las campañas de Nabopolasar lograron el establecimiento de la hegemonía babilonia sobre los valles del Tigris y el Éufrates, y sentaron la base para la futura expansión sobre Siria y el Levante. 
Asiria perdió su entidad política, y sus grandes ciudades fueron saqueadas. No se sabe mucho sobre lo que sucedió en Asiria después de la conquista, aunque se cree que fue repartida entre Babilonia y los medos. En otras áreas, como Hindanu o Rasapu en el Éufrates, Nabopolasar aplicó la deportación masiva, sentando un precedente que sería seguido por su hijo Nabucodonosor.

## Política interior
La presencia del rey en Babilonia durante buena parte del año (debido al sistema de campañas anuales, que ocupaban a sobre todo los meses de verano y primavera), así como la relativa estabilidad de los últimos años, permitieron que se llevara a cabo un extenso programa de obras públicas.
Aun así, muchos proyectos, como la construcción del sistema de fortificaciones de Babilonia, la calle procesional, el zigurat de Marduk (Etemenanki) y el palacio real, quedaron inconclusos durante el reinado de Nabopolasar y fueron finalizados por su sucesor Nabucodonosor II. Además del Etemenaki, muchos templos fueron restaurados y reconstruidos, tanto en Babilonia como en otras ciudades de prestigio.
En cuanto al desarrollo agrario (base de la economía babilonia), se promovió activamente mediante la construcción de canales de regadío.